# Staring at the Sun
"Staring at the Sun" é uma canção da banda de rock irlandesa U2. É a quinta faixa e segundo single do álbum Pop de 1997, sendo lançado como single em 15 de abril de 1997.
A canção chegou a posição #3 no UK Singles Chart, #1 nas paradas no Modern Rock Tracks, #2 na Mainstream Rock Tracks e  #26 na Billboard Hot 100.

## Faixas
| N.º | Título                         | Duração |  |
| 1.  | "Staring at the Sun"           | 4:37    |  |
| 2.  | "North and South of the River" | 4:38    |  |
| 3.  | "Your Blue Room"               | 5:28    |  |

## Paradas e posições
| Paradas (1997)                       | Melhor posição |
| ------------------------------------ | -------------- |
| Irlanda Singles Chart                | 4              |
| Áustria Singles Chart                | 25             |
| Austrália ARIA Charts                | 23             |
| Bélgica Singles Chart (Flandres)     | 46             |
| Canadá RPM Hot 100                   | 1              |
| Canadá Singles Chart                 | 2              |
| Países Baixos MegaCharts             | 19             |
| Finlândia Singles Chart              | 4              |
| França Singles Chart                 | 49             |
| Nova Zelândia Singles Chart          | 4              |
| Suécia Singles Chart                 | 26             |
| Suíça Singles Chart                  | 29             |
| Reino Unido UK Singles Chart         | 3              |
| Billboard Hot 100                    | 26             |
| Billboard Hot Mainstream Rock Tracks | 2              |
| Billboard Alternative Songs          | 1              |
| Billboard Top 40 Mainstream          | 22             |